# BV Scylla
Basketball Vereniging (B.V.) Scylla uit Groningen is een basketballvereniging uit Groningen. Anno 2017 bestaat de club uit twee heren- en twee damesteams, waarvan de hoogste heren- en damesteams uitkomen in de landelijke Tweede Divisie van de NBB. De andere teams komen uit in de afdelingsklasse.
B.V. Scylla is een vereniging met veel oud-leden van de studentenbasketballverenigingen GSBV De Groene Uilen en GSBV Moestasj.